# Neoathyreus ramusculus
Neoathyreus ramusculus är en skalbaggsart som beskrevs av Henry Fuller Howden 1999. Neoathyreus ramusculus ingår i släktet Neoathyreus och familjen Bolboceratidae. Inga underarter finns listade i Catalogue of Life.